# Gare de Bellenaves
Gare de Bellenaves vasútállomás Franciaországban, Bellenaves településen.

## Vasútvonalak
Az állomást az alábbi vasútvonalak érintik:
- Commentry-Gannat-vasútvonal

## Kapcsolódó állomások
A vasútállomáshoz az alábbi állomások vannak a legközelebb:
- Gare de Louroux-de-Bouble
- Gare de Saint-Bonnet-de-Rochefort